# Katholieke Kerk in Estland

Estland

De Katholieke Kerk in Estland maakt deel uit van de wereldwijde Katholieke Kerk, onder het leiderschap van de paus en de Curie.
De katholieke bevolking in Estland is klein, met ongeveer 6000 gelovigen. Er is dan ook geen bisdom, maar een apostolische administratie die rechtstreeks afhangt van de Heilige Stoel en sinds 2005 onder leiding staat van bisschop Philippe Jean-Charles Jourdan die in Tallinn resideert.
In 1918, toen Estland onafhankelijk werd, genoten de Estse burgers volledige godsdienstvrijheid. De Heilige Stoel erkende Estland op 10 oktober 1921. In 1931 werd Eduard Profittlich, S.J. apostolisch administrator voor de Katholieke Kerk in Estland. In 1936 werd hij gewijd als de eerste Estse bisschop. Toen de Tweede Wereldoorlog uitbrak, waren er bijna 5000 katholieken in Estland (Tallinn: 2.333, Tartu: 1.073, Narva: ca. 600, Valga: ca. 800). In 1939 werd Estland bezet door de Sovjets. Ze arresteerden bisschop Profittlich die vervolgens in een Russische gevangenis overleed in 1942. Tijdens de Sovjet-bezetting, werden op twee na alle katholieke kerken van Estland gesloten. Na de ineenstorting van de Sovjet-Unie, werd Estland weer onafhankelijk en werd het op 28 augustus 1991 opnieuw erkend door de Heilige Stoel. In september 1993 bezocht paus Johannes Paulus II deze Baltische staat.
Apostolisch nuntius voor Estland is sinds 24 juni 2024 aartsbisschop Georg Gänswein, die tevens nuntius is voor Letland en Litouwen.

## Demografie
Volgens de volkstelling van 2011 wonen er 4.501 katholieken in Estland, waarvan 1.876 mannen (42%) en 2.625 vrouwen (58%).
De meerderheid van de katholieken woont in steden (3.862 personen, ofwel 86%), waarvan het overgrote deel in Talinn (2.098 personen, ofwel 47% van het totaal).

### Etniciteit
De katholieke bevolking is zeer heterogeen. De grootste groep katholieken zijn etnische Esten (1.314 personen), gevolgd door etnische  Polen (742 pers.), Wit-Russen (598 pers.),  Russen (540 pers.), Litouwers (530 pers.), en (in veel kleinere aantallen) Letten (140 pers.), Oekraïners (121 pers.) en Duitsers (78 pers.).
Verhoudingsgewijs komt het katholicisme het vaakst voor onder Polen (47%) en Litouwers (33%).

## Territoriale indeling
Immediatum: Apostolische administratie Estland
Albanië · Andorra · Armenië · Azerbeidzjan · België · Bosnië en Herzegovina · Bulgarije · Cyprus · Denemarken · Duitsland · Estland · Finland · Frankrijk · Georgië · Griekenland · Groot-Brittannië · Hongarije · IJsland · Ierland · Italië · Kazachstan · Kroatië · Letland · Liechtenstein · Litouwen · Luxemburg · Malta · Moldavië · Monaco · Montenegro · Nederland · Noord-Macedonië · Noorwegen · Oekraïne · Oostenrijk · Polen · Portugal · Roemenië · Rusland · San Marino · Servië · Slovenië · Slowakije · Spanje · Tsjechië · Turkije · Vaticaanstad · Wit-Rusland · Zweden · Zwitserland